# Bratrstvo Keltů
Bratrstvo Keltů bylo občanské sdružení, které vzniklo v roce 1995. Náplní aktivit sdružení bylo seznamování s odkazy keltské tradice – kulturou, hudbou, mytologií a jinými. Mimo to informovalo o současných akcích, vydávaných knihách a událostech, které odkazují na keltskou tradici a navazují na ni.
Mezi nejvýznačnější akce pořádané sdružením byl každoroční dvoudenní festival Beltine (30. dubna – 1. května), konaný pokaždé na jiném místě. Mimo to bylo Bratrstvo Keltů také výhradním distributorem alb skupiny Asonance.
V prosinci 2015 ukončil spolek svoji činnost.